# Phil Gosselin
Pour les articles homonymes, voir Gosselin.
Philip David Gosselin (né le 3 octobre 1988 à West Chester, Pennsylvanie, États-Unis) est un joueur de deuxième but et de troisième but des Angels de Los Angeles de la Ligue majeure de baseball.

## Carrière
Joueur des Cavaliers de l'Université de Virginie, Philip Gosselin est un choix de cinquième ronde des Braves d'Atlanta en 2010. 

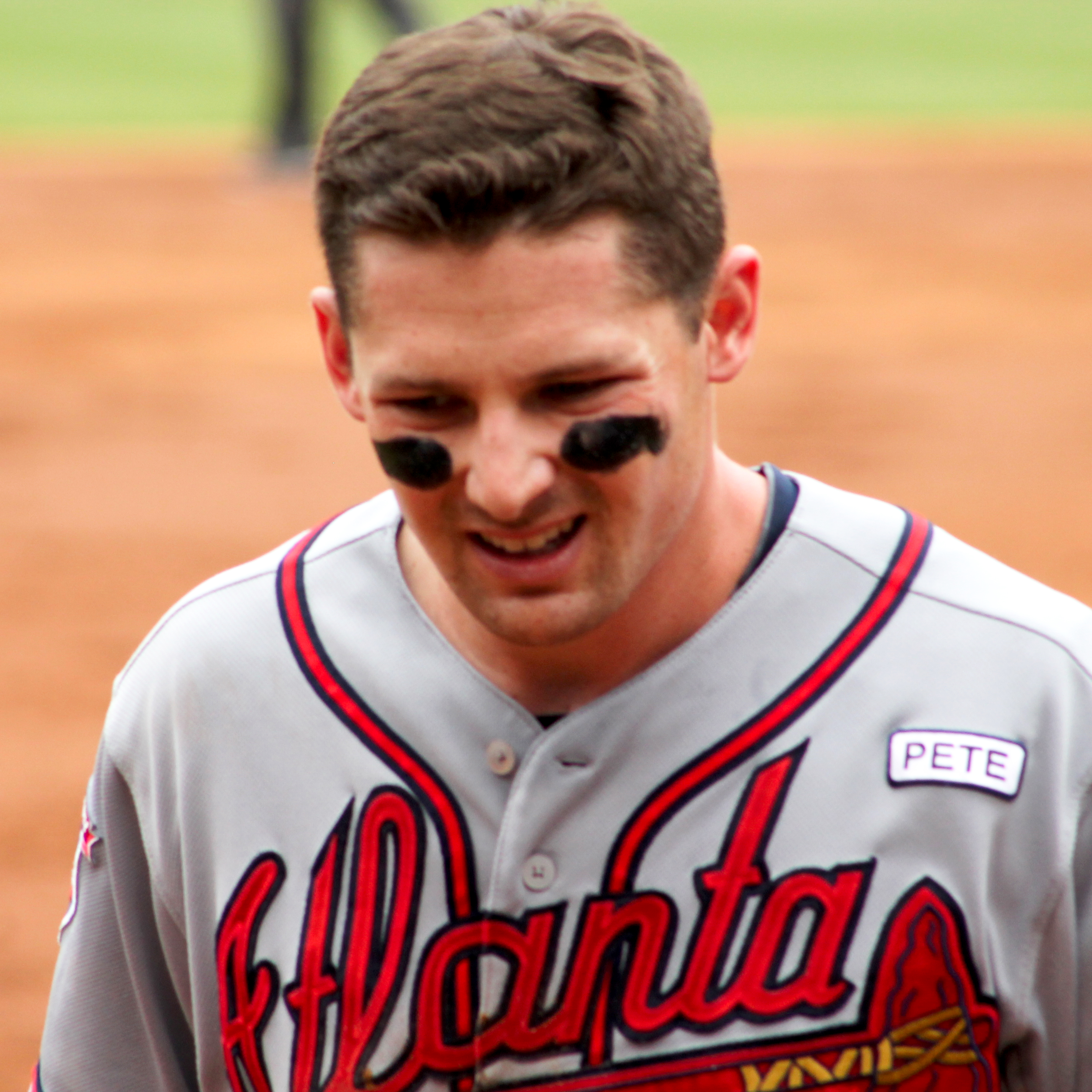
Phil Gosselin en 2014 avec les Braves d'Atlanta.

Il fait ses débuts dans le baseball majeur avec Atlanta le 16 août 2013. Il réussit son premier coup sûr au plus haut niveau le 18 août suivant aux dépens du lanceur Gio Gonzalez des Nationals de Washington. Son premier coup de circuit est frappé le 15 août 2014 aux dépens du lanceur Jesse Chavez des Athletics d'Oakland.
De 2013 à 2015, Gosselin dispute 70 matchs des Braves et maintient une moyenne au bâton de ,282 avec 49 coups sûrs, un circuit et 5 points produits.
Le 20 juin 2015, il est échangé aux Diamondbacks de l'Arizona contre les lanceurs droitiers Bronson Arroyo et Touki Toussaint.
Gosselin maintient une moyenne au bâton de ,283 en 146 matchs joués pour Arizona lors des saisons 2015 et 2016.
En 2017, il rejoint les Pirates de Pittsburgh mais déçoit avec seulement 6 coups sûrs et une moyenne au bâton de ,150 en 28 parties jouées.
Le 12 août 2017, il est réclamé au ballottage par les Rangers du Texas.